# Nouna
Nouna  là một tổng thuộc tỉnh Kossi ở phía tây Burkina Faso. Thủ phủ là thị xã Nouna. Theo điều tra dân số năm 1996, tổng này có tổng dân số 70.330 người..

## Các thị xã và làng xã
- Thị xã Nouna (20 287 dân) (thủ phủ)
- Aourèma (363 dân)
- Babekolon (656 dân)
- Bagala (1 252 dân)
- Bankoumani (1 646 dân)
- Bare (1 273 dân)
- Bisso (503 dân)
- Bonkuy (69 dân)
- Boron (612 dân)
- Damandigui (472 dân)
- Dantiéra (384 dân)
- Dara (2 335 dân)
- Dembelela (433 dân)
- Dembo (1 728 dân)
- Digani (1 532 dân)
- Dina (167 dân)
- Diondougou (164 dân)
- Dionkongo (876 dân)
- Farakuy (427 dân)
- Kaki (1 259 dân)
- Kansara (601 dân)
- Karekuy (361 dân)
- Kalfadougou (560 dân)
- Kemena (2 179 dân)
- Kerena (712 dân)
- Kombara (1 093 dân)
- Konankoira (1 670 dân)
- Konkuini (314 dân)
- Kononiba (398 dân)
- Koredougou (165 dân)
- Koro (2 612 dân)
- Lei (378 dân)
- Mani (781 dân)
- Moinsi (75 dân)
- Mourdie (1 474 dân)
- Niankuy (227 dân)
- Ouette (1 502 dân)
- Pa	(1 086 dân)
- Patiarakuy (293 dân)
- Saint-Jean (484 dân)
- Saint-Louis (998 dân)
- Sampopo (755 dân)
- Seré (1 041 dân)
- Seriba (1 216 dân)
- Sien (192 dân)
- Simbadougou (1 076 dân)
- Soa (768 dân)
- Sobon (1 086 dân)
- Soin (1 078 dân)
- Sokoro (902 dân)
- Solimana (1 822 dân)
- Tébéré (563 dân)
- Tenou (1 486 dân)
- Thia (147 dân)
- Tissi (887 dân)
- Tombodougou (806 dân)
- Toni (1 940 dân)
- Tonkoroni (262 dân)
- Tonseré (395 dân)
- Zoun (505 dân)